# Rocket Punch
Rocket Punch (tiếng Hàn: 로켓펀치, tiếng Nhật: ロケットパンチ) là một nhóm nhạc nữ Hàn Quốc được thành lập và quản lý bởi công ty Woollim Entertainment. Rocket Punch chính thức ra mắt vào ngày 7 tháng 8 năm 2019 với mini-album đầu tay Pink Punch.
Nhóm ban đầu gồm 6 thành viên: Juri, Yeonhee, Suyun, Yunkyoung, Sohee và Dahyun. Juri rời nhóm vào ngày 24 tháng 5 năm 2024 sau khi hợp đồng của cô với Woollim hết hạn.

## Lịch sử

### Trước khi ra mắt
- Juri được chọn làm thực tập sinh thế hệ 12 của AKB48 thông qua một buổi thử giọng vào năm 2011. Cô được giới thiệu với công chúng thông qua AKB48 Team 4 vào tháng 3 năm 2012. Lần xuất hiện trên truyền hình đầu tiên của cô tại Hàn Quốc là trong chương trình truyền hình thực tế Produce 48 vào năm 2018, và đó cũng là lần đầu tiện cô gặp Suyun với Sohee, và Chaewon với Eunbi từ IZ*ONE. Vào tháng 3 năm 2019, Juri đã được xác nhận đã ký hợp đồng với Woollim Entertainment để theo đuổi sự nghiệp tại Hàn Quốc bằng cách ra mắt với tư cách là thành viên của nhóm nhạc nữ mới của công ty.[5] 2 tháng sau, Juri chính thức tốt nghiệp AKB48.[6]
- Suyun và Sohee được giới thiệu tới công chúng với tư cách là thực tập sinh đại diện của Woollim Entertainment thông qua Produce 48.
- Dahyun từng là thực tập sinh của SM Entertainment.

Vào ngày 22 tháng 7 năm 2019, Woollim Entertainment đã phát hành một clip chuyển động về logo của Rocket Punch và có suy đoán rằng đó sẽ là một nhóm nhạc nữ mới. Woollim Entertainment sau đó đã xác nhận nó với một concept film được phát hành vào ngày 23 tháng 7, bao gồm sáu thành viên. Rocket Punch trở thành nhóm nhạc nữ thứ hai của Woollim Entertainment kể từ khi Lovelyz ra mắt vào 2014.

### 2019: Ra mắt vớiPink Punch
EP Pink Punch đầu tay của Rocket Punch được phát hành vào ngày 7 tháng 8 năm 2019, với "Bim Bam Bum" là bài hát chủ đề. Một buổi debut showcase đã được tổ chức tại Yes24 Live Hall ở Seoul, Hàn Quốc, sau khi họ phát hành EP đã bán được hơn 18000 bản. Nhóm đã tổ chức buổi biểu diễn đầu tiên tại Nhật Bản thông qua GirlsAward 2019 Autumn/Winter.

### 2020: Trở lại vớiRed PunchvàBlue Punch
Nhóm đã trở lại vào ngày 10 tháng 2 năm 2020 với EP thứ hai Red Punch và bài hát chủ đề "Bouncy". Album này đã được bán ra hơn 12000 bản.
Nhóm đã trở lại vào ngày 4 tháng 8 năm 2020 với EP thứ 3 Blue Punch và bài hát chủ đề "Juicy" với lượng album tieu thụ hơn 23.000 bản, trở thành album bán được nhiều nhất từ khi debut.

### 2021 – 2022:Ring Ring, debut tại Nhật,Yellow Punch,Flash
Vào ngày 17 tháng 5, Rocket Punch đã phát hành album đơn đầu tiên Ring Ring, và đĩa đơn chủ đạo cùng tên.
Vào ngày 24 tháng 5, Woollim Entertainment thông báo rằng Rocket Punch sẽ ra mắt tại Nhật Bản dưới sự dẫn dắt của công ty Yoshimoto Kogyo. Mini album đầu tay của Rocket Punch tại Nhật Bản "Bubble Up!" sẽ ra mắt vào ngày 4 tháng 8, với ca khúc chủ đề cùng tên được phát hành vào ngày 13 tháng 7.
Vào ngày 28 tháng 2 năm 2022, nhóm phát hành EP thứ tư  Yellow Punch , với đĩa đơn chủ đạo "Chiquita".
Vào ngày 11 tháng 3 năm 2022, Woollim Entertainment xác nhận rằng Rocket Punch sẽ tổ chức cả buổi họp mặt người hâm mộ trực tuyến và ngoại tuyến sẽ được tổ chức vào ngày 2 và 3 tháng 4 năm 2022.
Vào ngày 29 tháng 6 năm 2022, nhóm phát hành đĩa đơn tiếng Nhật "Fiore".
Nhóm phát hành đĩa đơn thứ hai Flash vào ngày 29 tháng 8 năm 2022.

### 2023-nay:Queendom PuzzlevàBoom
Vào ngày 26 tháng 5 năm 2023, các thành viên Juri, Yeonhee và Suyun được tiết lộ là thí sinh trong chương trình sinh tồn mới 'Queendom Puzzle' của Mnet.
Vào ngày 15 tháng 8, trong đêm chung kết của chương trình, thành viên Yeonhee đã cán đích ở vị trí thứ 6, xếp cô vào đội hình của siêu nhóm El7z Up .  Các thành viên còn lại là Juri và Suyun lần lượt đứng ở vị trí thứ 12 và 8.
Nhóm đã phát hành đĩa đơn thứ ba Boom vào ngày 6 tháng 9, cùng với ca khúc chủ đề cùng tên.

## Thành viên
- Chú thích: In đậm là nhóm trưởng.

| Nghệ danh      | Nghệ danh | Nghệ danh  | Tên khai sinh  | Tên khai sinh | Tên khai sinh    | Tên khai sinh | Tên khai sinh   | Ngày sinh        | Nơi sinh                    | Quốc tịch |
| Latinh         | Hangul    | Kana       | Latinh         | Hangul        | Kana             | Hanja         | Hán-Việt        | Ngày sinh        | Nơi sinh                    | Quốc tịch |
| -------------- | --------- | ---------- | -------------- | ------------- | ---------------- | ------------- | --------------- | ---------------- | --------------------------- | --------- |
| Yeonhee        | 연희      | ヨンヒ     | Kim Yeon-hee   | 김연희        | キム・ヨンヒ     | 金蓮熙        | Kim Liên Hy     | 6 tháng 12, 2000 | Gwangju, Hàn Quốc           | Hàn Quốc  |
| Suyun          | 수윤      | スユン     | Seo Tae-hyung  | 서태형        | ソ・テヒョン     | 徐泰亨        | Từ Thái Hanh    | 17 tháng 3, 2001 | Seoul, Hàn Quốc             | Hàn Quốc  |
| Yunkyoung      | 윤경      | ユンギョン | Seo Yun-kyoung | 서윤경        | ソ・ユンギョン   | 徐胤卿        | Từ Dận Khanh    | 1 tháng 11, 2001 | Gwangju, Hàn Quốc           | Hàn Quốc  |
| Sohee          | 소희      | ソヒ       | Kim So-hee     | 김소희        | キム・ソヒ       | 金素嬉        | Kim Tố Hy       | 14 tháng 8, 2003 | Gimpo, Gyeonggi, Hàn Quốc   | Hàn Quốc  |
| Dahyun         | 다현      | ダヒョン   | Jeong Da-hyun  | 정다현        | チョン・ダヒョン | 鄭多玹        | Trịnh Đa Huyền  | 29 tháng 4, 2005 | Seongnam,Gyeonggi, Hàn Quốc | Hàn Quốc  |
| Cựu thành viên |           |            |                |               |                  |               |                 |                  |                             |           |
| Juri           | 쥬리      | ジュリ     | Takahashi Juri | 타카하시 쥬리 | タカハシ ジュリ  | 高橋朱里      | Cao Kiều Chu Lý | 3 tháng 10, 1997 | Kashima,Ibaraki, Nhật Bản   | Nhật Bản  |

## Danh sách đĩa nhạc

### Mini-album
| Tựa đề           | Chi tiết | Thứ hạng cao nhất | Thứ hạng cao nhất | Doanh thu album bán chạy |
| Tựa đề           | Chi tiết | KOR               | JPN               | Doanh thu album bán chạy |
| Album tiếng Hàn  | Album tiếng Hàn | Album tiếng Hàn   | Album tiếng Hàn   | Album tiếng Hàn          |
| ---------------- | --- | ----------------- | ----------------- | ------------------------ |
| Pink Punch       | - Xuất bản: 7 tháng 8, 2019 (KOR) - Nhãn đĩa: Woollim Entertainment - Định dạng: CD, digital download, streaming | 6                 | —                 | - KOR: 18,561            |
| Red Punch        | - Xuất bản: 10 tháng 2, 2020 (KOR) - Nhãn đĩa: Woollim Entertainment - Định dạng: CD, digital download, streaming | 4                 | —                 | - KOR: 12,583            |
| Blue Punch       | - Xuất bản: 4 tháng 8, 2020 (KOR) - Nhãn đĩa: Woollim Entertainment - Định dạng: CD, digital download, streaming | 6                 | —                 | - KOR: 24,184            |
| Yellow Punch     | - Released: February 28, 2022 - Label: Woollim Entertainment - Formats: CD, digital download, streaming Track listing 1. "Yellow Punch" 2. "Chiquita" 3. "In My World" (주인공) 4. "Red Balloon" (덤덤) 5. "Love More" (어제, 오늘 내일보다 더) 6. "Louder" | 9                 | —                 | - KOR: 20,665            |
| Album tiếng Nhật | |                   |                   |                          |
| Bubble Up!       | - Released: August 4, 2021 - Label: Yoshimoto Kogyo - Formats: CD, digital download, streaming Track listing 1. "Bubble Up!" 2. "Overture" 3. "Jolly Jolly" 4. "Summer Days" 5. "Let's Dance" 6. "Bim Bam Bum" (bản tiếng Nhật)                             | —                 | 19                | - JPN: 4,333             |

### Album phòng thu
| Tựa đề    | Chi tiết | Thứ hạng cao nhất | Doanh thu album bán chạy |
| Tựa đề    | Chi tiết | KOR               | Doanh thu album bán chạy |
| --------- | --- | ----------------- | ------------------------ |
| Ring Ring | - Xuất bản: 17 tháng 5, 2021 - Nhãn đĩa: Woollim Entertainment - Định dạng: CD, digital download, streaming Thứ tự bài hát 1. "Ring Ring" 2. "I Want U Bad" 3. "Ride" | 14                | - KOR: 18,203            |

### Đĩa đơn
| Thứ tự đĩa đơn                                             | Năm phát hành | Thứ hạng cao nhất | Thứ hạng cao nhất | Thứ hạng cao nhất | Album      |
| Thứ tự đĩa đơn                                             | Năm phát hành | KOR               | KOR Hot           | US World          | Album      |
| ---------------------------------------------------------- | ------------- | ----------------- | ----------------- | ----------------- | ---------- |
| "Bim Bam Bum" (빔밤붐)                                     | 2019          | —                 | —                 | —                 | Pink Punch |
| "Bouncy"                                                   | 2020          | —                 | 97                | —                 | Red Punch  |
| "Juicy"                                                    | 2020          | —                 | —                 | —                 | Blue Punch |
| "Ring Ring"                                                | 2021          | —                 | —                 | 20                | Ring Ring  |
| "—" biểu thị các mục không có biểu đồ hoặc chưa phát hành. |               |                   |                   |                   |            |

## Giải thưởng và đề cử

### Mnet Asian Music Awards
| Năm  | Đề cử / Tác phẩm | Giải thưởng                       | Kết quả |
| ---- | ---------------- | --------------------------------- | ------- |
| 2019 | Rocket Punch     | Artist of the Year                | Đề cử   |
| 2019 | Rocket Punch     | Best New Female Artist            | Đề cử   |
| 2019 | Rocket Punch     | Worldwide Fans' Choice Top 10     | Đề cử   |
| 2019 | Rocket Punch     | 2019 Qoo10 Favorite Female Artist | Đề cử   |

### Seoul Music Awards
| Năm  | Đề cử / Tác phẩm | Giải thưởng          | Kết quả |
| ---- | ---------------- | -------------------- | ------- |
| 2020 | Rocket Punch     | New Artist Award     | Đề cử   |
| 2020 | Rocket Punch     | Popularity Award     | Đề cử   |
| 2020 | Rocket Punch     | Hallyu Special Award | Đề cử   |

### Korea Culture & Entertainment Awards
| Năm  | Đề cử        | Giải thưởng               | Kết quả   |
| ---- | ------------ | ------------------------- | --------- |
| 2020 | Rocket Punch | Female K-Pop Artist Award | Đoạt giải |